# Les aventures del bon soldat Švejk
Les aventures del bon soldat Švejk és una novel·la picaresca, satírica i antimilitarista de l'escriptor txec Jaroslav Hašek, publicada als anys 1921-22 i incompleta a causa de la sobtada mort de l'autor. El títol original en txec és Osudy dobrého vojáka Švejka za světové války (El destí del bon soldat Švejk durant la guerra mundial).
El soldat Švejk és un personatge característic de Praga que, amb astúcia i picardia, va fent la viu-viu i, com a recluta de l'exèrcit austrohongarès durant la Primera Guerra Mundial, intenta evitar qualsevol participació en el front mitjançant tota mena d'ardits i estratagemes. La novel·la és considerada l'obra txeca més coneguda internacionalment.

## Sorgiment de la figura literària
Probablement Hašek es va inspirar en un diputat del Reichsrat austohongarès per batejar el seu bon soldat. Aquest diputat es deia Josef Švejk, pertanyia al partit agrari txec i era conegut per estar sempre d'acord amb el partit governant i per les seves peculiars i molt sovint absurdes intervencions parlamentàries. D'aquest diputat deu provenir l'aleshores popular expressió Pan Švejk – něco žvejk (més o menys: 'el senyor Švejk ja l'ha tornat a vessar'). No obstant el personatge literari del soldat Švejk, tant per la seva personalitat com per les seves peripècies, no té res a veure amb el diputat al qual suposadament cal atribuir l'origen del nom. Podria ser que a Hašek se li acudís la idea del bon soldat Švejk a partir de la lectura d'una història publicada l'any 1905 al satíric setmanari alemany Simplicissimus, el qual era assequible a Praga i Hašek llegia molt sovint. A més, aquesta història també es va publicar traduïda al txec al diari socialdemòcrata de Praga Právo lídu.

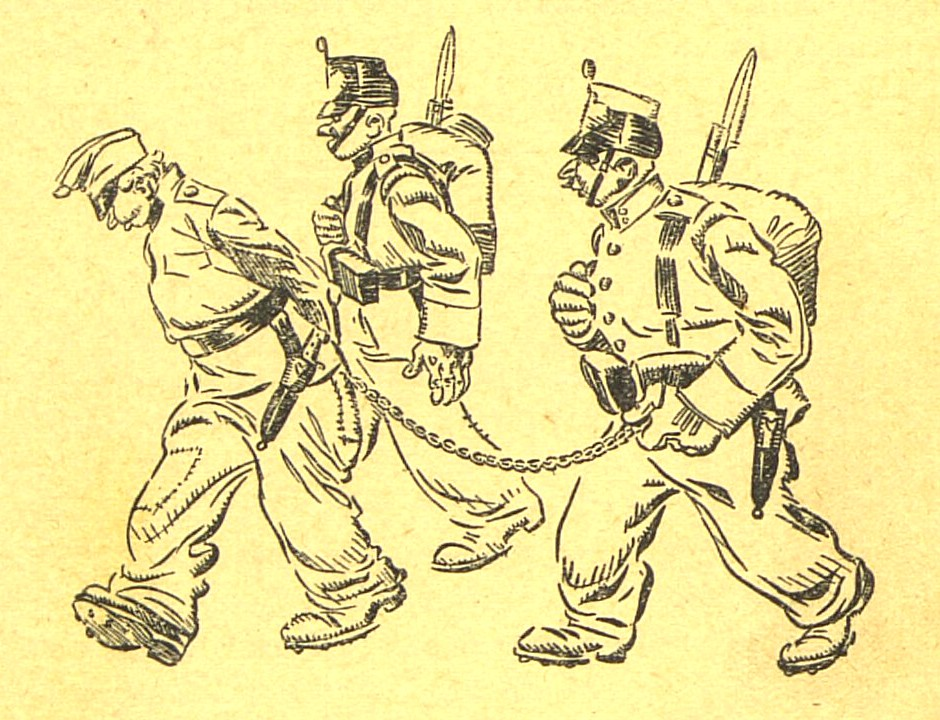
Švejk es conduït pres en una il·lustració de Karel Stroff el 1912

Existeixen un total de quatre versions del personatge Švejk, que apareixen a diverses publicacions:
- A obres teatrals: una figura anomenada Švejk apareix per primer cop a l'obra U bratří Makabejských (A casa dels germans Macabeus), estrenada l'abril de 1911. Va ser a partir d'una idea del seu amic Eduard Drobílek que Hašek va escriure l'obra de teatre en col·laboració amb František Langer i d'altres companys del satíric "Partit del progrés moderat al límit de la llei" (txec: Strana mírného pokroku v mezích zákona, SMPVMZ). Aquest mateix cercle creà també d'altres obres teatrals en les quals apareix un suposat personatge anomenat Švejk, especialment a la triologia Pevnost, Pružnost, Tažnost (més o menys: 'Estabilitat, flexibilitat, Ductilitat').

- A relats breus: el maig de 1911 apareixen els primers relats breus amb Švejk a la revista Karikatury. Un primer recull de tots els relats apareix el 1912 a Praga amb el títol El brau soldat Švejk i altres històries estranyes. A Alemanya el llibre també és conegut amb el títol Urschwejk.

- A un relat breu: quan Hašek encara servia a la legió Txeca va escriure un relat precursor de la novel·la de Švejk: El bon soldat Švejk en captivitat (Kiev, 1917), el qual va ser tingut poc en compte durant molt de temps.

- A la novel·la: Les aventures del bon soldat Švejk (Praga, 1921-23).

És amb la publicació de la darrera novel·la que Švejk es dona a conèixer a la literatura mundial. El personatge és aquí més complex que els seus antecessors i la novel·la conté moltes anècdotes autobiogràfiques, sobretot d'experiències del Hašek soldat de la Primera Guerra Mundial: primer com a voluntari de l'exèrcit austrohongarès al regiment d'infanteria núm. 91 a la ciutat txeca České Budějovice i més endavant transferit a la ciutat austíaca Bruck an der Leitha. Va ser en aquest regiment on Hašek va conèixer la majoria dels personatges que apareixen a la seva novel·la. Per exemple, el capità Sagner, el tinent Rudolf Lukasch, el sergent Wanek, el major Wenzel, etc. Tal com demostra el testimoni de molts contemporanis de Hašek així com posteriors recerques, Hašek va mantenir els trets característics de totes aquestes persones sense gairebé cap retoc en escriure la seva novel·la. Alguns dels trets de la personalitat de Švejk (com per exemple les seves exessives anècdotes) són inspirats en František Strašlipka, un subordinat del tinent Lukáš. Aquest mateix càrrec l'ocupa també Švejk al llarg de bona part de la novel·la.
Hašek va començar a escriure la seva novel·la a principis de l'any 1921, poc després del seu retorn de Simbirsk (Rússia), on va formar part de la secció política del 5è exèrcit. La primera part la va escriure a Praga, on Hašek llegia esbossos als seus convidats i n'escoltava la seva opinió. Inicialment, Švejk va ser publicat en format de fascicles, els quals publicava el mateix Hašek en col·laboració amb el seu amic A. Sauer. No va ser fins al cap de mig any que Hašek va poder trobar un editor: Adolf Synek. A la tardor de 1921 Hašek es va traslladar a Lipnice nad Sázavou, on es va ocupar de Švejk fins al final dels seus dies.

## Contingut del llibre

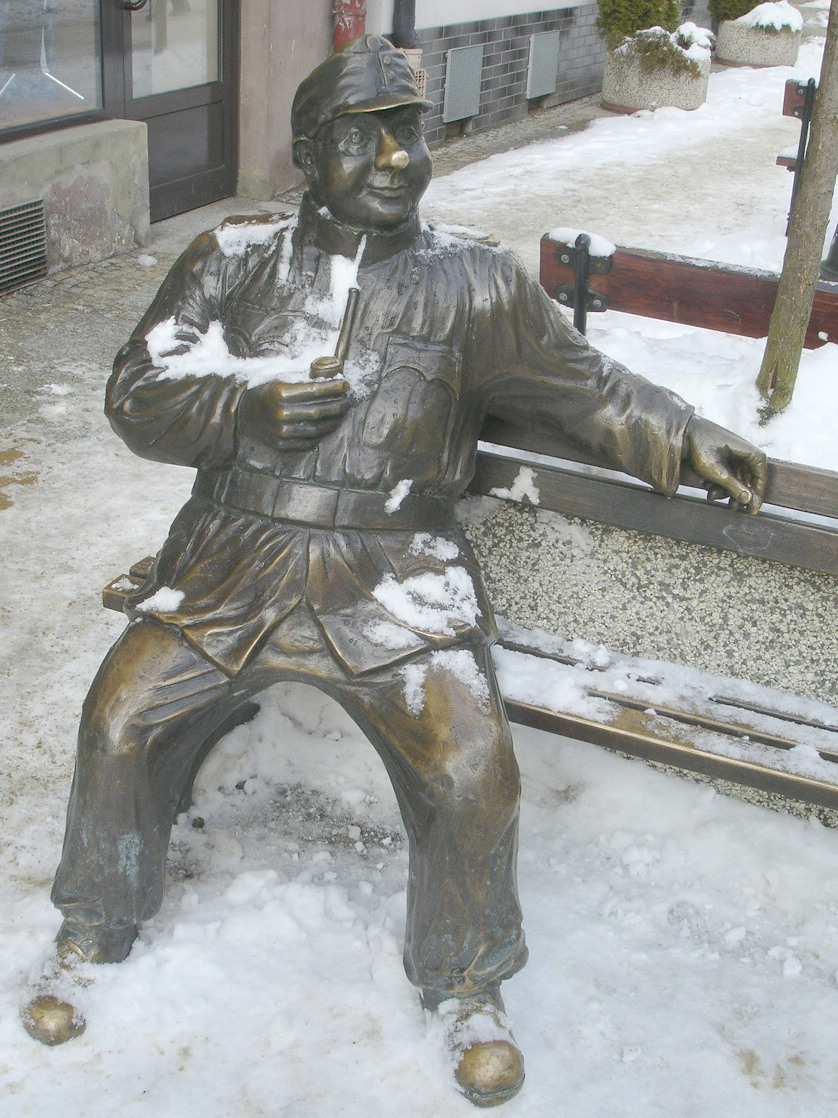
Figura del soldat Švejk, obra d'Adam Przybysz a la ciutat polonesa de Sanok.

### Primera part: A la rereguarda
L'argument del llibre comença el dia de l'assassinat de l'arxiduc Francesc Ferran d'Àustria, hereu de la Corona Austrohongaresa. Josef Švejk, el qual feia anys que havia posat fi al servei militar després d'haver sigut declarat idiota per la comissió militar i el qual des d'aleshores es guanyava la vida venent gossos horribles i bèsties de mala raça el pedigri dels quals falsificava, enfila cap a la taverna U kalicha de Praga on discuteix sobre el gran esdeveniment amb el propietari Palivec i altres clients. Entre el grup resulta que s'hi troba el policia de civil Bretscheider, el qual arresta Švejk i Palivec per manifestacions d'alta traïció. El jutge d'instrucció fa examinar l'estat mental de Švejk, el qual es passa diversos dies al manicomi i seguidament és posat en llibertat. Pavilec, per contra, és condemnat a 10 anys de presó per dir que les mosques se li havien cagat sobre el retrat de l'emperador.
Al cap d'un temps Švejk és cridat a incorporar-se al servei militar. Per culpa del seu reumatisme Švejk és —o es fa— l'invàlid i es fa transportar amb cadira de rodes. A l'hospital els pacients, tant farsants com malalts de veritat, són víctimes de tota mena de vexacions que tenen per objectiu fer declarar-los sans i aptes, per tant, per incorporar-se al front. Švejk és arrestat i durant una missa pels detinguts crida l'atenció al mossèn Katz, que és un borratxo perdut (abans de la benedicció s'embriaga fins a quedar inconscient en una casa molt respectuosa i amb servei de senyoretes inclòs) i que pren Švejk com a ajudant. Després de diverses aventures i excessos d'alcohol el mossèn perd Švejk en un joc de cartes amb el tinent Lukasch.
Ja incorporat al servei de Lukash, Švejk es dedica a ajudar el tinent i les seves constants aventures amoroses. Però la bona vida se li acaba en regalar un gos robat a Lukasch. L'anterior propietari del gos, l'honoralbe idiota coronel Kraus, es queda atònit en topar amb el tinent Lukasch i veure el seu gos robat. Lukash és enviat directament al regiment d'infanteria núm. 91 de České Budějovice i, juntament amb Švejk, passa a servir el front.

### Segona part: Al front

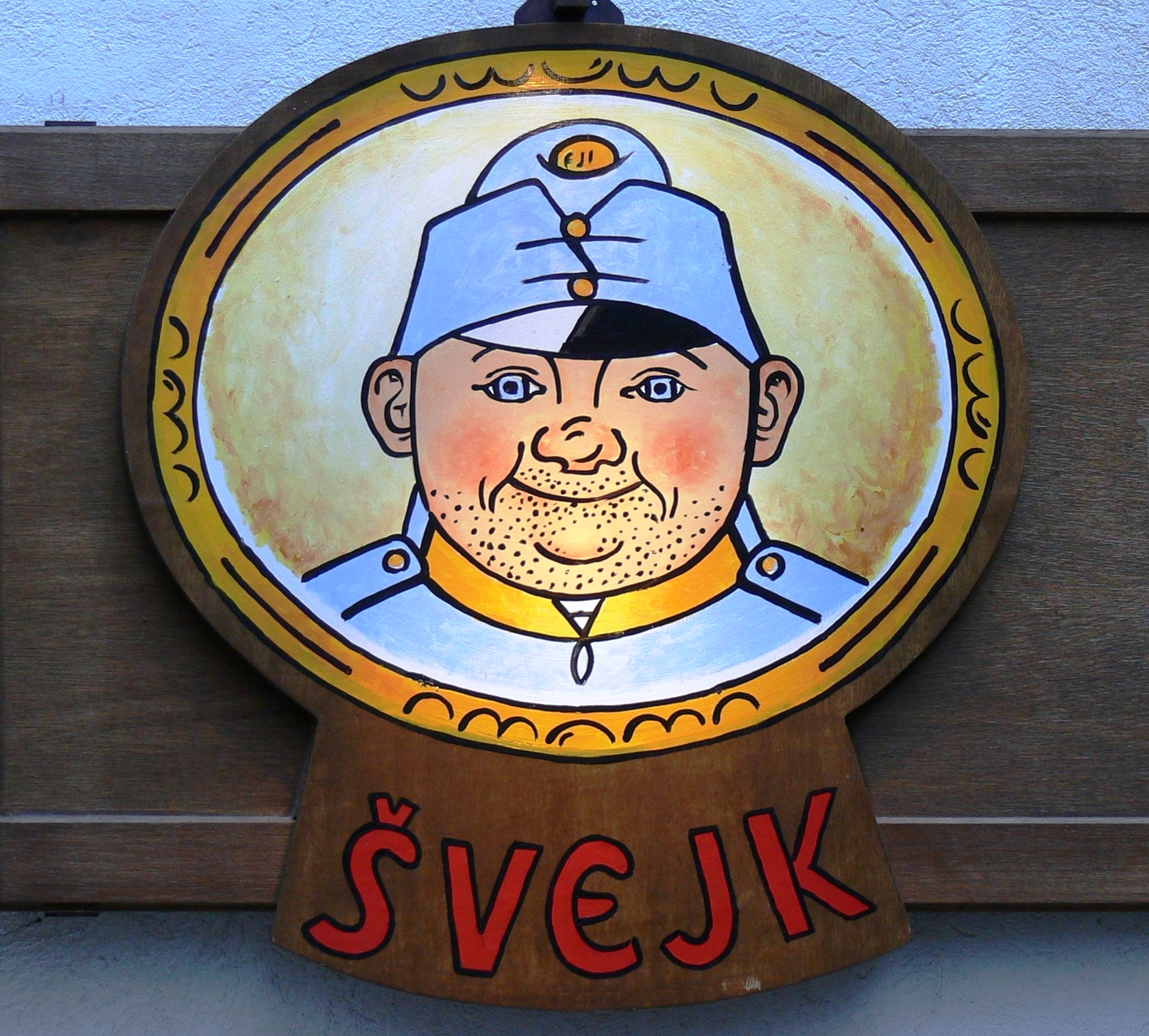
Švejk de Josef Lada

Durant el trajecte amb tren de Praga a České Budějovice Švejk prem el fre d'emergència. Un cop a Tábor perd el tren i ha d'anar a České Budějovice a peu perquè s'ha gastat els diners pel bitllet en cervesa. Durant la seva marxa a peu cap a České Budějovice Švejk incorre en diverses aventures i finalment va a parar a la vila de Putim a Okres Písek (districte de Písek) on és pres per un espia. Seguidament, Švejk és enviat a Písek per ordre d'un superior completament begut i de Písek torna cap a České Budějovice.
El regiment 91 és traslladat a Bruck an der Leitha i Švejk viatja arrestat en un cotxe vigilat pel voluntari Marek. Un cop a Bruck an der Leitha Švejk, per error, passa una carta d'amor del tinent Lukasch al marit de la destinatària original de la carta, fet que acaba desembocant en una gran batussa entre reclutes txecs i hongaresos.

### Tercera part: La gloriosa debacle
La tercera part tracta del regiment 91 i del seu viatge amb tren a través d'Hongria i cap a Sanok (Galítsia). Švejk ja no és ara el subordinat directe de Lukash sinó que ha sigut substituït en aquest càrrec pel sempre famós soldat Baloun, al qual Švejk constantment intenta calmar la gana donant-li les porcions que pertoquen al tinent Lukash. El transport es caracteritza pel seu caos, ineficiència i temps d'espera. En nombrosos episodis Hašek ens va presentant a oficials i a altres dignataris: el tant burro com insidiós tinent Dub; l'aplicat cadet Biegler, que abans de Budapest somia ser un gran heroi però que per culpa dels seus merdosos pantalons esdevé el "fastigós cadet Biegler"; el "general de les latrines" i molts altres.
Des de Sanok l'onzè batalló del regiment 91 marxa en direcció al front. Švejk, que va al capdavant, es topa amb un presoner de guerra rus que s'ha fugat i que s'està banyant en un estany. Per curiositat Švejk s'emprova l'uniforme rus i tot seguit les tropes austríaques el prenen captiu.

### Quarta part: Continuació de la gloriosa debacle
Després de molts esforços Švejk aconsegueix convèncer els seus vigilants de què ell no és cap rus. El general Fink, que sense més dilatacions el vol executar per espia, fa consultar finalment al regiment 91. Mentrestant, l'humil i serè cura Martinec intenta consolar i donar suport moral a Švejk abans de l'execució. Sense èxit, ja que és constantment interromput per Švejk, que el mareja amb inacabables anècdotes i històries, sense deixar-lo ni parlar. Finalment, per desgràcia del general, arriba un telegrama que exigeix el retorn de Švejk al seu regiment original.
A causa de la mort de Hašek la novel·la va restar incompleta. El manuscrit s'acaba amb una frase deixada a mitges.

## El personatge

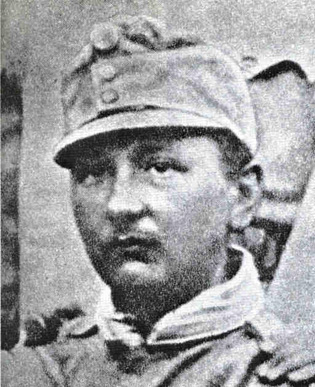
Retrat de Hašek com a soldat austríac de la Guerra Mundial el 1915

La persistent i pesada personalitat del bon soldat Švejk sempre aconsegueix treure de polleguera les autoritats, que es rendeixen al seu inesgotable repertori d'anècdotes, a la seva traça dissuasiva i a l'estoica i fidel serenitat que sempre l'acompanya. Aquesta mateixa personalitat, per altra banda, li serveix també per posar-se a la butxaca les seves noves amistats quan li convé.
Švejk i el seu peculiar sentit del deure han inspirat a nombrosos autors, cabaretistes, actors i artistes en general que tenien per objectiu denunciar en les seves satíriques obres a la burocràcia, a la monarquia, a l'exèrcit, a la guerra, als hospitals o senzillament a l'absurda quotidianitat.
Amb el seu peculiar i satíric estil Hašek descriu la completa absurditat de la instigació a la guerra i de la gran mobilització promoguda per la monarquia del Danubi abans i després de l'inici de la Primera Guerra Mundial. Hašek aconsegueix descriure i expressar l'atmosfera i els sentiments de la majoria de la població sotmesa a la corona austohungaresa, la qual no tenia gens de ganes de llançar-se a la batalla i arriscar la vida en honor de l'emperador i la seva família. Lluny de recrear una idíl·lica imatge dels "bells bon temps" sota la monarquia del Danubi, el que fa Hašek és quedar-se només amb les ombres de la tan sovint idealitzada època i en treu els draps bruts: la burocràcia, el servilisme a cegues i l'estúpid compliment d'ordres. A més, Hašek posa també de manifest l'especial marginació i opressió del poble txec i altres nacionalitats no germanoparlants respecte a la monarquia autrohúngara: la població txeca mobilitzada a participar en la guerra ni tan sols entén les ordres dels comandants de l'exèrcit, que parlen alemany.
El bon soldat Švejk, amb la seva natural senzillesa i el seu obstinat enginy, aconsegueix sempre esquivar les situacions de perill més immediat i sortir-se finalment amb la seva. Els seus diàlegs són sempre directes i, amb les seves mordaces sortides, Švejk manifesta una espontània capacitat de reacció amb la qual desconcerta el rival.

## Llenguatge i estil
Al llarg de la novel·la Jaroslav Hašek combina un llenguatge escrit formal i en tercera persona amb un llenguatge col·loquial per als diàlegs entre personatges i per a les anècdotes que explica Švejk. Encara que la llengua original del llibre és el txec, els paràgrafs col·loquials estan farcits de paraules alemanyes, sobretot per designar els càrrecs militars i altres termes militars específics. Així mateix, Hašek utilitza també frases senceres en alemany per fer parlar a nombrosos càrrecs militars i fins i tot arriba a escriure també en les llengües de la monarquia com l'hongarès o el serbocroat, malgrat que no sempre d'una manera totalment correcta pels limitats coneixements d'aquestes llengües per part de l'autor txec.
Dignes de menció són el gran nombre de citacions literals d'estrofes de cançons patriòtiques, populars i religioses que apareixen al llarg de la novel·la, així com la fidel reproducció del llenguatge militar amb les seves consignes i ordres.

## Les il·lustracions de Josef Lada

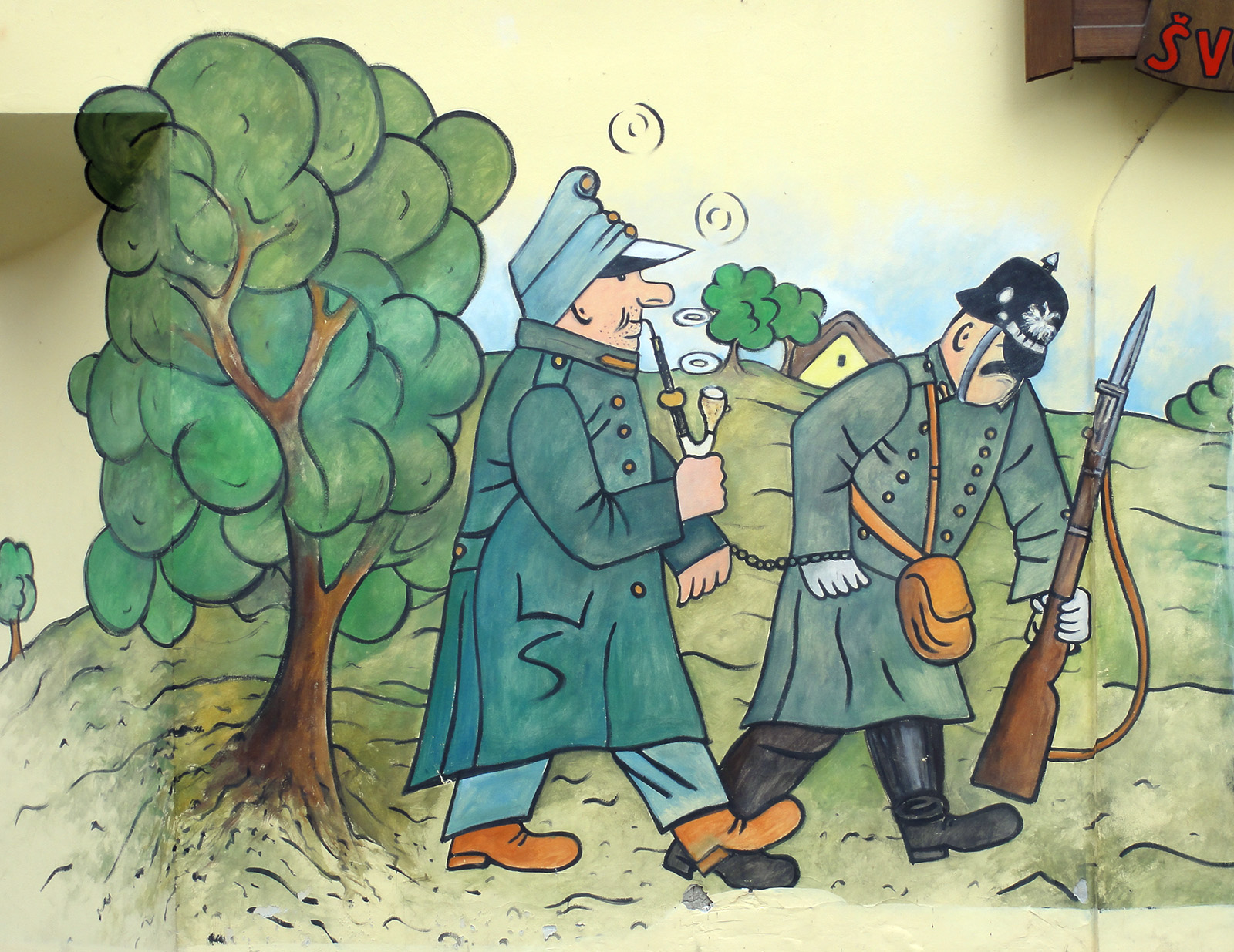
Mural del restaurant Švejk de Praga, inspirat en el dibuix de Josef Lada

L'il·lustrador Josef Lada va contribuir de manera notable a la popularitat assolida pel soldat Švejk mitjançant les seves senzilles caricatures de línia clara, les quals aconseguiren caracteritzar i definir amb pocs traços els trets físics de cada personatge.
Les il·lustracions de Josef Lada van evolucionar al llarg del temps:
- A la primera versió de 'Švejk, el soldat apareix fumant tranquil·lament pipa enmig del camp de batalla i la seva figura és més prima que en les posteriors versions. Aquesta primera versió de Švejk, la que difereix més de totes les posteriors, va ser la que va ser utilitzada per il·lustrar la primera edició de la novel·la i és l'única que va arribar a conèixer Hašek.
- Entre 1924 i 1925 Josef Lada va publicar més de 550 il·lustracions al complement dominical del diari txec České slovo. Un terç de les il·lustracions van acompanyar la continuació de la novel·la escrita per Karel Vaněk.
- Una selecció de les anteriors 550 il·lustracions, lleugerament modificades, és la que habitualment s'ha utilitzat per acompanyar la majoria d'edicions de Les aventures del bon soldat Švejk. La diferència més destacada rau en el cap de Švejk, que és representat sense cabells.
- Entre 1953-54 Josef Lada va publicar una darrera versió de les il·lustracions, acolorides amb aquarel·la.

## La continuació de Karel Vaněk
El periodista Karel Vaněk, amic de Hašek, va finalitzar la novel·la publicant una continuació de dos parts titulada "Les aventures del bon soldat Švejk sota captiveri rus" (txec: Osudy dobrého vojáka Švejka v ruském zajetí), apareguda el 1923. Josef Lada es va fer novament càrrec de les il·lustracions de l'ampliat llibre que, per motius polítics, va restar prohibit a Txecoslovàquia des del 1951 fins al 1990. En general, la continuació és considerada menys afortunada que l'original, tant lingüísticament com estilísticament, i no assoleix la mateixa qualitat que la prosa de Hašek.

## Acollida
A partir de l'any 1918 les simpaties per la figura de l'antiheroi Švejk no eren unànimes a la nova república de Txecoslovàquia a causa del caràcter controvertit del soldat, l'astúcia i picardia del qual no té frens i el porten a mentir o robar si la situació així ho requereix. La nació txecoslovaca no es volia identificar amb aquests valors.
Durant l'ocupació nazi de Txecoslovàquia a la Segona Guerra Mundial la lectura de Švejk va estendre en esdevenir una consolació per a l'oprimida nació. Per altra banda, alguns soldats de la Wehrmacht alemanya també portaven una edició alemanya de Švejk a la seva motxilla.
Acabada la Segona Guerra Mundial, la figura de Švejk va continuar restant controvertida i disputada, i els cercles culturals oficials es van distanciar de la novel·la i de l'autor. No va ser fins als anys 1950, sota el règim soviètic, que Švejk va esdevenir fins i tot lectura obligada a les escoles. A més, els violents esdeveniments que van posar fi a la Primavera de Praga l'any 1968, van elevar la figura de Švejk a símbol nacional de la resistència txeca i des d'aleshores el soldat ha restat un heroi i una icona de la nació txeca. La taverna de Praga U kalicha (A la copa), esdevinguda una popular atracció turística, és el lloc on comença la llarga i fins avui encara inacabada èpica del soldat, que no ha finalitzat malgrat que Švejk s'havia citat "a les sis després de la guerra al bar A la copa".

## Adaptacions teatrals i pel·lícules

### Teatre
Són nombroses les adaptacions teatrals que s'han fet sobre Les aventures del bon soldat Švejk, una obra que ha tingut una gran popularitat sobretot als països de l'Europa de l'est i a Alemanya. La República Txeca és probablement el país que més representacions i adaptacions ha acollit en els seus teatres. Certes adaptacions alemanyes, això no obstant, van gaudir també de molta popularitat i sens dubte han contribuït a engrandir la llegenda del soldat txec.
El 1927 el dramaturg alemany Hans Reimann en col·laboració amb l'escriptor txec Max Brod van escriure una adaptació teatral de la novel·la de Hašek. El dramaturg alemany Erwin Piscator va ser l'encarregat de l'escenificació de l'obra, la qual va ser estrenada a l'igualment teatre Piscator (anomenat així en honor del seu director) situat a Nollendorfplatz de Berlín. L'obra va esdevenir un gran èxit gràcies a l'exigent escenografia amb cintes transportadores incloses, projeccions animades obra del dissenyador gràfic George Grosz, i una innovadora i enginyosa representació que fins i tot va comptar amb la col·laboració de Bertolt Brecht.
L'any 1943 el popular dramaturg alemany Bertolt Brecht va escriure una pròpia obra teatral titulada Schweyk im Zweiten Weltkrieg (Schweyk a la segona guerra mundial), inspirada en la novel·la de Hašek, en l'adaptació teatral de Hans Reimann i Max Brod, i en altres texts del col·lectiu Piscator. Com el mateix nom de l'obra indica, en aquesta ocasió les aventures de Švejk no tenen lloc a la primera Guerra Mundial sinó a la segona i el soldat txec és castigat a incorporar-se a la Wehrmacht alemanya després d'haver rostit el gos del cap de la Gestapo per seguidament servir-lo en safata. Finalment, Švejk es topa amb Hitler a Stalingrad i tenen una delirant conversa en la qual l'antiheroi txec -tot fent gala del seu més típic estil- treu de polleguera al Führer, que s'acaba posant a ballar bojament.
De manera independent, també a Àustria es van escenificar Les aventures del bon soldat Švejk, sota la direcció del dramaturg Rudolf Weys.
L'any 1958 es va inaugurar a New York una òpera basada en la novel·la de Hašek. La música va ser composta per Robert Kurka i el text per Abel Meeropol (sota el pseudònim de Lewis Allan).
L'any 1963 l'escriptor txec Pavel Kohout va escenificar una adaptació pròpia de Les aventures del bon soldat Švejk a Praga. El 1967, l'obra va ser també escenificada al teatre alemany Deutsches Schauspielhaus de la ciutat d'Hamburg, amb l'actor txec Valter Taub en el paper principal.
Múltiples adaptacions sobre el popular soldat txec han sigut posteriorment portades al teatre, per exemple l'obra Urschwejk de l'escriptor Stefan Schütz, l'any 1988, i l'obra Schweik? de l'escriptor Werner Fritsch, estrenada el 2003 al Teatre Nacional de la ciutat austíaca de Linz, sota la direcció de Gerhard Willert.

### Cinema
No són poques les adaptacions cinematogràfiques de Les aventures del bon soldat Švejk, sobretot per part d'Alemanya i Txèquia. Això no obstant, la versió més reeixida i fidel, que ha passat a la història com l'adaptació oficial de la novel·la, és sens dubte el gran clàssic del director txec Karel Steklý. La pel·lícula consta de dues llargues parts filmades el 1956 i el 1957, respectivament, i el paper principal és interpretat pel popular actor txec Rudolf Hrušínský.
El director alemany Axel von Ambesser va filmar una nova versió l'any 1960, amb Heinz Rühmann com a protagonista principal. Això no obstant, aquesta versió del soldat txec és menys fidel a la novel·la original i sobretot menys punyent: la crítica radical de Hašek contra l'Estat i l'església queda notablement aigualida. A més, la interpretació de l'actor Rühmann presenta dèficits evidents.
El 1963 de nou un director alemany, Wolfgang Liebeneiners, va tornar a adaptar les peripècies del soldat amb Schwejks Flegeljahre (L'edat ximple de Švejk), interpretada en aquesta ocasió per l'actor Peter Alexander. Això no obstant, aquest film s'allunya encara més de la novel·la original i en general no ha sortit massa ben parada per la crítica. Curiosament, entre 1972 i 1976 el director alemany es va atrevir de nou amb les aventures del soldat, i va fer una sèrie televisiva de 13 capítols titulada Die Abenteuer des braven Soldaten Schwejk (Les aventures del bon soldat Švejk). Liebeneiner va comptar amb l'actor Fritz Muliar com a protagonista principal i aquest cop sí que la crítica el va lloar i la sèrie ha passat a ser considerada com la millor adaptació alemanya de Švejk.
Pel que fa a Txecoslovàquia, a part del ja mencionat clàssic de Karel Steklý, hi va haver adaptacions per part de Carl Lamac el 1926, de Martin Fric el 1931, de Jiří Trnka el 1955 i de Stanislav Látal el 1986.
A Suïssa el cabaretista i crític polític Alfred Rasser (1907-1977) va prendre com a referent la novel·la de Hašek per inspirar-se en la creació del seu popular personatge el soldat suís Läppli.